# Kim Nam-soon
Kim Nam-Soon, född 7 maj 1980, var med i det sydkoreanska laget som vid olympiska sommarspelen 2000 tog guld i bågskytte. Hon tog även individuellt silver under samma mästerskap.